# Serdar Taşçı
Serdar Taşçı (IPA: [ˈtaʃtʃɯ]) (Esslingen am Neckar, 24 aprile 1987) è un ex calciatore tedesco, di origini turche, di ruolo difensore.

## Carriera

### Club
Taşçı inizia la sua carriera all'SC Altbach, trasferendosi successivamente agli Stuttgarter Kickers. Nel luglio 1999 passa al settore giovanile del Stoccarda. Viene inserito nella rosa della seconda squadra nella stagione 2005-2006 e in quella della prima squadra nel 2006-2007.
Il primo incontro in Bundesliga risale al 20 agosto 2006 nella trasferta contro l'Arminia Bielefeld durante la seconda giornata del campionato 2006-2007, quando rileva l'infortunato Jon Dahl Tomasson al 68º minuto. Mette a segno la prima rete in campionato nella giornata successiva contro il Borussia Dortmund. Già al termine della sua prima stagione, conclusa con 26 incontri e 2 reti in campionato, riesce a conquistare il titolo nazionale. Manca per un soffio il double allorché il suo club perde la finale di Coppa di Germania 2006-2007 contro il Norimberga.
Il 29 agosto 2009 prolunga il suo contratto con il club bianco-rosso fino alla fine di giugno 2014.
Il 1º febbraio 2016 passa al Bayern Monaco in prestito con diritto di riscatto a 10 milioni per compensare agli infortuni di Jérôme Boateng e Javi Martínez.

### Nazionale
Taşçı, a causa delle sue origini turche, ha avuto l'occasione di poter scegliere tra le nazionali di Germania e Turchia; nonostante il forte interesse della federazione turca, già dalle selezioni giovanili, ha vestito esclusivamente la divisa tedesca.
Il debutto nella nazionale maggiore avviene il 20 agosto 2008, in un'amichevole contro il Belgio; gioca tutti i 90 minuti della gara.
Figura tra i convocati della nazionale tedesca per il Campionato mondiale di calcio 2010 in Sudafrica, dove disputa solo uno scampolo di partita nella finale per il terzo posto contro l'Uruguay.

## Statistiche

### Presenze e reti nei club
Statistiche aggiornate al 3 maggio 2019.
| Stagione             | Squadra              | Campionato           | Campionato | Campionato | Coppe nazionali | Coppe nazionali | Coppe nazionali | Coppe continentali | Coppe continentali | Coppe continentali | Altre coppe | Altre coppe | Altre coppe | Totale | Totale |
| Stagione             | Squadra              | Comp                 | Pres       | Reti       | Comp            | Pres            | Reti            | Comp               | Pres               | Reti               | Comp        | Pres        | Reti        | Pres   | Reti   |
| -------------------- | -------------------- | -------------------- | ---------- | ---------- | --------------- | --------------- | --------------- | ------------------ | ------------------ | ------------------ | ----------- | ----------- | ----------- | ------ | ------ |
| 2005-2006            | Stoccarda II         | RL                   | 30         | 3          | -               | -               | -               | -                  | -                  | -                  | -           | -           | -           | 30     | 3      |
| 2006-2007            | Stoccarda            | BL                   | 26         | 2          | CG              | 5               | 0               | -                  | -                  | -                  | -           | -           | -           | 31     | 2      |
| 2007-2008            | Stoccarda            | BL                   | 21         | 1          | CG              | 2               | 0               | UCL                | 6                  | 0                  | SG          | 0           | 0           | 29     | 1      |
| 2008-2009            | Stoccarda            | BL                   | 27         | 1          | CG              | 3               | 0               | Int+CU             | 2+8                | 0+1                | -           | -           | -           | 40     | 2      |
| 2009-2010            | Stoccarda            | BL                   | 27         | 2          | CG              | 3               | 0               | UCL+UEL            | 8+0                | 1                  | -           | -           | -           | 38     | 3      |
| 2010-2011            | Stoccarda            | BL                   | 26         | 0          | CG              | 2               | 0               | UEL                | 4                  | 1                  | -           | -           | -           | 32     | 1      |
| 2011-2012            | Stoccarda            | BL                   | 28         | 3          | CG              | 2               | 0               | -                  | -                  | -                  | -           | -           | -           | 30     | 3      |
| 2012-2013            | Stoccarda            | BL                   | 25         | 0          | CG              | 4               | 0               | UEL                | 10                 | 1                  | -           | -           | -           | 39     | 1      |
| ago. 2013            | Stoccarda            | BL                   | 1          | 0          | CG              | 1               | 0               | UEL                | 2                  | 0                  | -           | -           | -           | 4      | 0      |
| Totale Stoccarda     | Totale Stoccarda     | Totale Stoccarda     | 181        | 9          |                 | 22              | 0               |                    | 40                 | 4                  |             | 0           | 0           | 243    | 13     |
| 2013-2014            | Spartak Mosca        | PL                   | 4          | 0          | CR              | 0               | 0               | -                  | -                  | -                  | -           | -           | -           | 4      | 0      |
| 2014-2015            | Spartak Mosca        | PL                   | 22         | 1          | CR              | 1               | 0               | -                  | -                  | -                  | -           | -           | -           | 23     | 1      |
| 2015-gen. 2016       | Spartak Mosca        | PL                   | 16         | 1          | CR              | 1               | 1               |                    |                    | -                  | -           | -           | -           | 17     | 2      |
| gen.-giu. 2016       | Bayern Monaco        | BL                   | 3          | 0          | CG              | 0               | 0               | UCL                | 0                  | 0                  | -           | -           | -           | 3      | 0      |
| 2016-2017            | Spartak Mosca        | PL                   | 18         | 0          | KR              | 1               | 0               | UEL                | 0                  | 0                  | -           | -           | -           | 19     | 0      |
| 2017-2018            | Spartak Mosca        | PL                   | 14         | 0          | KR              | 1               | 0               | UCL+UEL            | 5+2                | 0                  | SR          | 0           | 0           | 22     | 0      |
| Totale Spartak Mosca | Totale Spartak Mosca | Totale Spartak Mosca | 74         | 2          |                 | 4               | 1               |                    | 7                  | 0                  |             | 0           | 0           | 85     | 4      |
| gen.-giu. 2019       | İstanbul Başakşehir  | SL                   | 4          | 0          | TK              | 1               | 0               | -                  | -                  | -                  | -           | -           | -           | 5      | 0      |
| Totale carriera      | Totale carriera      | Totale carriera      | 292        | 14         |                 | 27              | 1               |                    | 47                 | 4                  |             | 0           | 0           | 366    | 19     |

### Cronologia presenze e reti in nazionale
| Cronologia completa delle presenze e delle reti in nazionale ― Germania | Cronologia completa delle presenze e delle reti in nazionale ― Germania | Cronologia completa delle presenze e delle reti in nazionale ― Germania | Cronologia completa delle presenze e delle reti in nazionale ― Germania | Cronologia completa delle presenze e delle reti in nazionale ― Germania | Cronologia completa delle presenze e delle reti in nazionale ― Germania | Cronologia completa delle presenze e delle reti in nazionale ― Germania | Cronologia completa delle presenze e delle reti in nazionale ― Germania |
| Data                                                                    | Città                                                                   | In casa                                                                 | Risultato                                                               | Ospiti                                                                  | Competizione                                                            | Reti                                                                    | Note                                                                    |
| ----------------------------------------------------------------------- | ----------------------------------------------------------------------- | ----------------------------------------------------------------------- | ----------------------------------------------------------------------- | ----------------------------------------------------------------------- | ----------------------------------------------------------------------- | ----------------------------------------------------------------------- | ----------------------------------------------------------------------- |
| 20-8-2008                                                               | Norimberga                                                              | Germania                                                                | 2 – 0                                                                   | Belgio                                                                  | Amichevole                                                              | -                                                                       |                                                                         |
| 6-9-2008                                                                | Vaduz                                                                   | Liechtenstein                                                           | 0 – 6                                                                   | Germania                                                                | Qual. Mondiali 2010                                                     | -                                                                       |                                                                         |
| 10-9-2008                                                               | Helsinki                                                                | Finlandia                                                               | 3 – 3                                                                   | Germania                                                                | Qual. Mondiali 2010                                                     | -                                                                       |                                                                         |
| 19-11-2008                                                              | Berlino                                                                 | Germania                                                                | 1 – 2                                                                   | Inghilterra                                                             | Amichevole                                                              | -                                                                       |                                                                         |
| 11-2-2009                                                               | Düsseldorf                                                              | Germania                                                                | 0 – 1                                                                   | Norvegia                                                                | Amichevole                                                              | -                                                                       |                                                                         |
| 28-3-2009                                                               | Lipsia                                                                  | Germania                                                                | 4 – 0                                                                   | Liechtenstein                                                           | Qual. Mondiali 2010                                                     | -                                                                       |                                                                         |
| 1-4-2009                                                                | Cardiff                                                                 | Galles                                                                  | 0 – 2                                                                   | Germania                                                                | Qual. Mondiali 2010                                                     | -                                                                       |                                                                         |
| 12-8-2009                                                               | Baku                                                                    | Azerbaigian                                                             | 0 – 2                                                                   | Germania                                                                | Qual. Mondiali 2010                                                     | -                                                                       |                                                                         |
| 5-9-2009                                                                | Leverkusen                                                              | Germania                                                                | 2 – 0                                                                   | Sudafrica                                                               | Amichevole                                                              | -                                                                       |                                                                         |
| 3-3-2010                                                                | Monaco di Baviera                                                       | Germania                                                                | 0 – 1                                                                   | Argentina                                                               | Amichevole                                                              | -                                                                       |                                                                         |
| 13-5-2010                                                               | Aquisgrana                                                              | Germania                                                                | 3 – 0                                                                   | Malta                                                                   | Amichevole                                                              | -                                                                       |                                                                         |
| 3-6-2010                                                                | Francoforte                                                             | Germania                                                                | 3 – 1                                                                   | Bosnia ed Erzegovina                                                    | Amichevole                                                              | -                                                                       |                                                                         |
| 10-7-2010                                                               | Port Elizabeth                                                          | Uruguay                                                                 | 2 – 3                                                                   | Germania                                                                | Mondiali 2010 - Finale 3º posto                                         | -                                                                       |                                                                         |
| 11-8-2010                                                               | Copenaghen                                                              | Danimarca                                                               | 2 – 2                                                                   | Germania                                                                | Amichevole                                                              | -                                                                       |                                                                         |
| Totale                                                                  |                                                                         | Presenze                                                                | 14                                                                      |                                                                         | Reti                                                                    | 0                                                                       |                                                                         |

## Palmarès

### Club

#### Competizioni nazionali
- Campionato tedesco: 2

Stoccarda: 2006-2007
Bayern Monaco: 2015-2016
- Coppa di Germania: 1

Bayern Monaco: 2015-2016
- Campionato russo: 1

Spartak Mosca: 2016-2017